# مونيكا خو
مونيكا خو (31 ديسمبر، 1938- 8 أغسطس، 2005)، رسامة وكاتبة ونسوية لا سلطوية بيئية متطرفة وكانت من أوائل الدعاة لحركة الربّة.
كتبت خو الكتيب الأصلي، أعادت كتابته باربرا مور وطورته، الذي أصبح كتاب أم الكون العظيمة (1986). يغطي الكتاب تاريخ النساء القديم وأصل الدين، وهو أحد أوائل الكتب التي تطرح فكرة أن النساء هن أول من ابتكر أنظمة المعتقدات الثقافية والدينية الأولى للبشرية ومارسنها. الكتاب مطبوع حاليًا وكان وما يزال جزءًا من العديد من دراسات المرأة ومناهج دراسات الأساطير والدراسات الدينية. ساعدت أبحاثها وكتاباتها في الكشف عن التاريخ الخفي للربة. أدى استخدام خو الناجح للتخصصات المتداخلة في أبحاثها إلى الإشادة بها داخل حركة الربة.
أصبح فنها وكتاباتها مشهورة خارج المملكة المتحدة، وكانت تتواصل خلال سبعينيات وثمانينيات وتسعينيات القرن العشرين مع كتاب وفنانين ووثنيين أمريكيين مؤثرين مثل جين وروث ماونتينغروف، وستارهوك، وزوزانا بودابست، ولوسي ليبارد، وأليس ووكر وجودي شيكاغو.

## بداية حياتها
كان والداها الرسامان السويديان غوستاف آرفيد خو (1902-1949) وآن هاريت روزاندر-خو (1912-1965)، الذين تطلقا عندما كان عمر خو ثلاث سنوات. تركت المدرسة وهربت من المنزل عندما كانت في سن السادسة عشر. سافرت خو إلى أوروبا وعملت في وظائف متنوعة: عملت في مزارع الكروم وكعارضة متعرية في مدرسة للفنون في باريس وروما. جاءت في البداية إلى بريطانيا في أواخر خمسينيات القرن العشرين، واستقرت في النهاية في بريستول حيث عاشت لبقية حياتها، ما عدا فترة منها في ويلز في بداية ثمانينيات القرن العشرين.

## معتقداتها
ركزت أعمال خو ومعتقداتها على احترامها واهتمامها بالربة، أو أمنا الأرض. كانت الآلهة «هي جمال الأرض الخضراء، والمياه الواهبة للحياة، والنيران النهمة، والقمر المشع والشمس النارية». لم يكن احترام خو للطبيعة والبيئة مجرد إيمان، بالنسبة لها، بل كان حقيقة روحية. يجب احترام الآلهة/الأرض باعتبارها مانحة للحياة. لا يمكن العثور على هذا الاحترام في صورها فحسب، وإنما في نصين لها يؤرخان رحلتها من خلال الكلمة المكتوبة.

## حياتها الشخصية
كانت تؤمن خو بأن الغيرية الجنسية هي حالة غير طبيعية فرضتها السلطة الأبوية، ودخلت لاحقًا في حياتها عددًا من العلاقات الرومنسية الحميمية مع نساء. رغم ذلك، بعد انفصالها عن زوجها الثاني آندي جوب، مؤلف موسيقي، في منتصف سبعينيات القرن العشرين، دخلت خو علاقة غيرية قوية مع كيث باتون الذي كان مؤسس حركة الاشتراكية البديلة، وكان مثل خو نفسها مساهمًا منتظمًا في الصحافة البديلة، وخاصة مجلة «أخبار السلام». غير باتون تحت تأثير خو اسمه إلى موذر سان (ابن الأرض).
توفي اثنان من أبنائها في صغرهم. في عام 1985، قتلت ابنتها الأصغر ليفي أمامها بواسطة سيارة، في سن الخامسة عشر. توفي سين ابنها الأكبر نتيجة سرطان الغدد اللمفاوية (لمفوما) لاهودجكينية في عام 1978، بعمر الثامنة والعشرين. ادعت أن وفاته كانت نتيجة زيادة ألمه في تجربة إعادة الولادة. ظهرت تجربة خو مع الخسارة في أعمالها، في شكل لوحة أبنائي في عالم الروح (1989). كان ذلك ليس فقط بعد وفاة ابنها الأكبر ولكن أيضًا بعد فترة من عدم رسم خو على الإطلاق حدادًا على فقدانها ابنها الأصغر.
كانت خو تنتقد بشدة العديد من أفكار وشخصيات حركة العصر الجديدة، بما في ذلك أليس بيلي، وجي زي نايت و«رامثا» وجين رودنبيري بسبب بعض الأفكار التي تدعم ستار تريك.
توفيت خو متأثرة بالسرطان في عام 2005، عن عمر يناهز 66 عامًا.